# Przygody Aminy al-Sirafi
Przygody Aminy al-Sirafi – amerykańska, historyczna powieść fantasy autorstwa Shannon Chakraborty. Jest pierwszym tomem z planowanej trylogii. Została wydana 7 marca 2023 przez Harper Voyager, a jej polska wersja ukazała się 27 maja 2024 nakładem wydawnictwa Czwarta Strona w tłumaczeniu Macieja Studenckiego. Powieść została nominowana do Nagrody Hugo za 2023 w kategorii najlepsza powieść. Jej główną bohaterką jest tytułowa Amina al-Sirafi, legendarna piratka.

## Styl powieści
Historię opowiada Amina w narracji pierwszoosobowej, w trakcie rozmawiając z skrybą. W całej książce pojawiają się interludia opowiadają historie o Księżycu Saby.

## Tło powstania
Akcja powieści rozgrywa się w tym samym uniwersum, co trylogia Dewabad, rozpoczynana przez Miasto mosiądzu, jednak jej akcja osadzona jest kilka wieków wcześniej.
Chakraborty przyznała, że napisała tę książkę w czasie pandemii COVID-19, głównie pomiędzy 4 a 6 rano, nim jeszcze jej córka zaczęła zajęcia zdalne. To zainspirowało ją do tego, aby powieść poruszała tematy związane z macierzyństwem. Autorka stwierdziła również, że podejście Aminy do wiary jest „nieodłączną częścią mojej religii i mojej podróży... Chciałam pokazać, że można ponieść porażkę, można robić straszne rzeczy i cały czas się zmagać... ale to jest w porządku”.